# CANDY GIRL (hitomiの曲)
「CANDY GIRL」（キャンディー・ガール）は、1995年4月21日に発売されたhitomiの3枚目のシングル。発売元は、avex trax。規格品番はAVDD-20092。本体価格は971円。

## 解説
表題曲は日本コダック「スナップキッズEX」のCMソングとして使用。オリコンTOP10入りはしていないものの、ロングヒットを記録し、hitomiのシングルとしては最大のセールスを誇る。
当初日本コダック側はtrfにタイアップの依頼を出していたが、エイベックスの常務取締役（当時）だった千葉龍平が独断でhitomiが担当することにした。当然日本コダック側からクレームが殺到したが、結果的に成功した。千葉は「ズルであり、良く言えばhitomiを売るための戦略だった」と振り返っている。
hitomiはメジャーデビュー前に雑誌「ELLE」の中の「CANDY GIRL」というタイトルのファッションページで紹介されている「すごく生意気な表情でビスケットをかじる」「ソファーに大胆なポーズで座る」海外のモデルを見て、その誰の事も気にしていないポーズの自然さに親近感を抱きながら、「自分を客観的に見れない女の子」をテーマにして想像を膨らませながら、歌詞を書いた。
そして「全体の雰囲気も自分に似ていて、見ている内に歌詞ができた」と喜びを見せた。2番目の前半の歌詞の一部はいつもは歌詞をダメ出しし、自ら修正することもある小室も「ハマッた、大丈夫」と1発でOKを出し、「こんな詩、普通の人にはなかなか書けないよ」と賞賛した。
完成していないデモテープの段階でラジオで先行公開し、リスナーの反応を見ながら再調整を繰り返して仕上げていった。
ジャケットに、詞の一部である「私は世界中でたった一人前向きだよ」の表記があるが、特にサブタイトルではない。
2021年12月22日には、『Infinity avex Recordシリーズ』の一つとして、7作目のシングル「by myself」との両A面7インチアナログ盤（AQJH-77511）が発売された。
tofubeatsは「Aメロでしゃべる様な歌い方を披露していて、ラップぽさもあります。おまけに歌メロも何だか落ち着かない感じで、『なんだこれは!』と驚きました。思い返すと当時のTKファミリーは『小室さんの仮歌を忠実に真似していたんだろうな…』と想像できました」と語っている。

## 収録曲
作詞：hitomi / 作曲：小室哲哉 / 編曲：小室哲哉＆久保こーじ / Mixed by Pete Hammond, Steve Hammond
1. CANDY GIRL [ORIGINAL MIX] (4:02)
2. CANDY GIRL [CLUB MIX] (6:24)
3. CANDY GIRL [INSTRUMENTAL] (4:02)

## 収録アルバム
- GO TO THE TOP (#1、リミックス・バージョン)
- h (#1)
- SELF PORTRAIT (#1、SELF PORTRAIT version)
- peace (#1)
- 小室哲哉の曲を集めたコンピレーション・アルバム『TK MILLION WORKS』にも収録されている。

## カヴァー

### mini「CANDY GIRL 2011」
2011年にモデルで歌手のminiが「CANDY GIRL 2011」（キャンディーガール ニーゼロイチイチ）としてカヴァーした。
本曲をカヴァーするきっかけは、先述の歌詞の一部に込められたメッセージに共感したminiが、「この曲で前向きになれるスイッチを押したい」と言ったことによる。歌詞はサビの部分を除いてminiが新たに書き換えられており、hitomi自身も「あの頃の私、そして今のminiさんを通しての現代の若者の視点が詰まった作品だと思うと面白い」と評している。
ミュージックビデオの撮影は2011年9月18日に行われ、MVでは当時渋谷109内にオープンしたブランド「GYDA（ジェイダ）」とのコラボレーションによる衣装を着用。また当時「S Cawaii!」のモデルだった間宮梨花（りかちゅう）や、オーディションで選ばれた10名の女性モデルが出演している。
本曲は2011年9月28日にレコチョクで着うた、同年10月12日に着うたフル、同月19日にiTunesで配信開始された後、2012年5月9日発売のアルバム『エレクトハーコーバンバンピカソ』にAlbum Mixで収録された。
発表記念イベントとして2011年10月7日に西麻布・GRAVIA TOKYOにて『CANDY GIRL 2011“GIRLS PARTY”』が行われ、MVで着用したコラボTシャツや、私物を詰め込んだ福袋のプレゼント企画もあった。このイベントで撮影された映像の一部が同年12月22日に“PARTY ver.”としてavexのYouTubeチャンネルで公開されている。

### 加治ひとみ feat.FEEM
2018年8月15日にリリースされた配信限定アルバム『90S & NEW REVIVAL』に、加治ひとみと女性ラップ・ユニット「FEMM」によりカヴァーされたヴァージョンが収録されている。
2018年9月16日に幕張メッセで行われた『GirlsAward 2018 A/W』では、ランウェイに登壇した加治がソロで本曲を歌唱した。